# Білоусов Леонід Георгійович
Леоні́д Гео́ргійович Білоу́сов (нар. 3 (16) березня 1909 — пом. 7 травня 1998) — радянський військово-морський льотчик часів Другої світової війни, помічник командира 4-го гвардійського винищувального авіаційного полку з льотної підготовки (1-а гвардійська винищувальна авіаційна дивізія, ВПС Балтійського флоту), гвардії майор. Герой Радянського Союзу (1957).

## Життєпис
Народився 16 березня 1909 року в місті Одесі в родині робітника. Українець. Втративши батька, залишився напівсиротою, безпризорничав. Згодом прийнятий вихованцем до військового оркестру 151-го стрілецького полку 51-ї Перекопської стрілецької дивізії. З 1925 по 1930 роки працював слюсарем-електрозварювальником на Одеському заводі імені Січневого повстання.
До лав РСЧА призваний у 1930 році. З 1930 по 1933 роки навчався в Одеському військовому піхотному училищі, з 1933 по 1935 роки — в Борисоглібській військовій авіаційній школі пілотів. Призначений командиром авіаційної ланки однієї з авіаційних частин Балтійського флоту. В лютому 1938 року під час посадки на аеродромі в умовах густого снігопаду на злітно-посадочній смузі літак перевернувся й загорівся. Л. Білоусов отримав численні опіки обличчя, рук і ніг, тривалий час лікувався у шпиталі, перенісши 35 операцій.
Учасник радянсько-фінської війни 1939—1940 років. Здійснив кілька десятків бойових вильотів, за що був нагороджений орденом Червоного Прапора. З листопада 1940 року — командир 4-ї ескадрильї 13-го винищувального авіаційного полку, що базувався на аеродромі півострова Ханко.
Учасник німецько-радянської війни з червня 1941 року. Брав участь в обороні Ханко, а після перебазування 7 листопада 1941 року в Кронштадт — в обороні Ленінграда. Прикривав з повітря «дорогу життя» на Ладозькому озері. Здійснив 25 бойових вильотів на винищувачеві І-153 «Чайка». У 1942 році внаслідок отриманих раніше опіків почалась гангрена ніг. Евакуйований у шпиталь в місті Алма-Ата (Казахстан), де ліва нога була ампутована нижче коліна, а права — на рівні стегна. 426 днів провів у шпиталі.
У квітні 1944 року повернувся в свій, тепер вже 4-й гвардійський, винищувальний авіаційний полк де, після тренувальних польотів з інструктором, 7 липня 1944 року здійснив свій перший самостійний політ на винищувачеві Ла-5. До кінця війни здійснив близько 40 бойових вильотів, у повітряних боях збив 2 літаки супротивника.
По закінченні війни гвардії майор Л. Г. Білоусов звільнений у відставку за станом здоров'я (інвалід війни 1-ї групи). Жив у Ленінграді (нині — Санкт-Петербург, Росія), працював на підприємствах міста. Помер 7 травня 1998 року. Похований на Серафимовському цвинтарі.

## Нагороди
Указом Президії Верховної Ради СРСР від 10 квітня 1957 року за мужність і військову звитягу, виявлені в роки Другої світової війни, Білоусову Леоніду Георгійовичу присвоєне звання Героя Радянського Союзу з врученням ордена Леніна і медалі «Золота Зірка» (№ 10837).
Також був нагороджений двома орденами Червоного Прапора (1940, 1941), двома орденами Вітчизняної війни 1-го ступеня (26.05.1945, 11.03.1985) і медалями.

## Твори
- Белоусов Л. Г. «Веление долга» (1958, рос. мова).